# Inundaciones en Centroamérica de 2011
Las inundaciones en Centroamérica de 2011 afectaron los territorios de Costa Rica, El Salvador, Guatemala, Honduras, Nicaragua y Panamá. Fueron  provocadas por sistemas de baja presión que duraron más de una semana, y el impacto del fenómeno meteorológico causó  daños en las infraestructuras locales, más de cien muertes, y al menos 800 mil damnificados. La intensidad de los eventos han sido atribuidos al cambio climático por expertos en el tema.

## Costa Rica

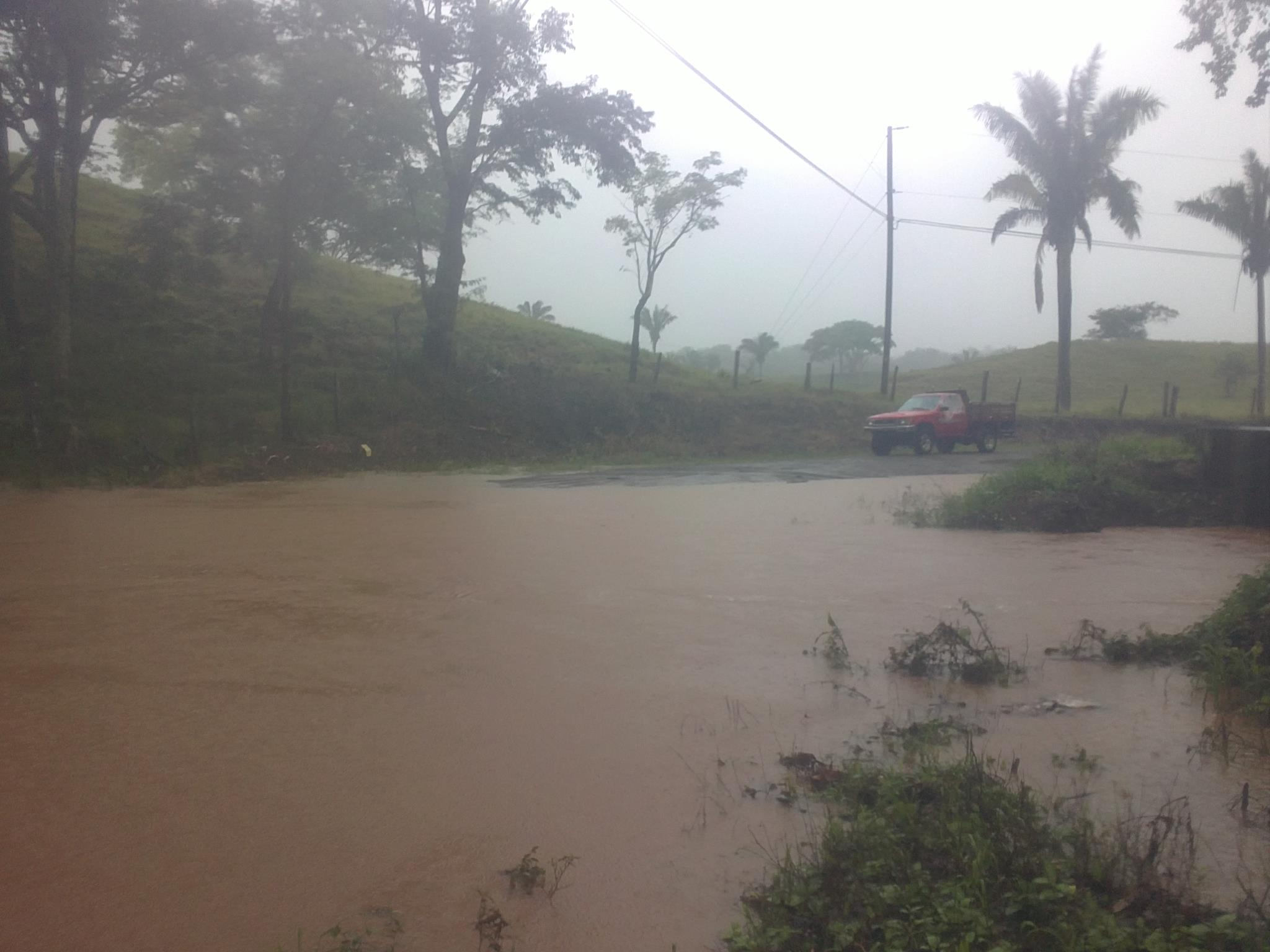
Inundaciones en la zona del Pacífico de Costa Rica

Las lluvias en Costa Rica iniciaron aproximadamente el 7 de octubre, y en los días siguientes se registraron un monto preliminar de 17 cantones del litoral del Pacífico y del Valle Central afectados por derrumbes e inundaciones. El 10 de octubre, la Comisión Nacional de Emergencias (CNE) declaró la alerta verde, basado en la presencia de un sistema de baja presión cercano al país que producía “precipitaciones intensas con acumulado entre 150 a 200 mm en 254 horas”.
Para el día 19 y 20,  la Comisión Nacional de Emergencias (CNE) dio un estimado de 12 mil damnificados, 995 personas evacuadas, cuatro muertos y dos desaparecidos, “como consecuencia de la contingencia climática, que sobrepasó el promedio mensual de precipitaciones de agua”. Por su parte, el Ministerio de Agricultura y Ganadería estimó las pérdidas en pastizales (20 mil hectáreas arrasadas) y el sector cañero (cuatro mil 300 hectáreas), arrocero (tres mil 200), y tomatero.
El temporal que fue calificado como uno de los más largos en la historia de los Estados Unidos, rompió el récord al temporal más dañino en aspectos viales, tras reportar daños en más de 1590 kilómetros de carreteras a lo largo y ancho del país  así como 4.300 hectáreas de caña de azúcar, 3.200 hectáreas de arroz y 20.000 hectáreas de pasto inundadas tras el temporal.

## El Salvador
Las lluvias iniciaron en El Salvador el día 10 de octubre, y en los siguientes diez días se acumuló un récord histórico de 1.504 milímetros de agua, el cual superó los niveles del huracán Mitch de 1998. Asimismo, un estimado del 10% del territorio resultó afectado por las inundaciones, aparte de los daños a la agricultura, destrucción de puentes y carreteras, provocados por el desbordamiento de ríos y deslizamientos de tierra. De acuerdo a un informe del Servicio Nacional Estudios Territoriales del 17 de octubre, “la gran cantidad de precipitación fue originada por una Baja Presión que posteriormente sería clasificado como la Depresión Tropical 12E y que le precedió un amplio campo depresionario formado en Centro América”.
El presidente Mauricio Funes decretó el estado de emergencia en todo el territorio para el catorce de octubre. Asimismo, en un discurso dado a conocer el día diecinueve del mismo mes expresó: 

...estamos ante un desastre sin precedentes...por su extensión en el territorio y en el tiempo, número de familias afectadas, daños producidos a la infraestructura vial, esencialmente puentes, carreteras y caminos vecinales.

Por su parte, la Asamblea Legislativa declaró el Estado de calamidad pública y desastre el día 17.
En un informe de la Dirección General de Protección Civil del  20 de octubre, se dio a conocer que un total de 34 personas habían perdido la vida, así como cuatro puentes terminaron colapsados, 879 deslizamientos ocurrieron en diferentes calles del país, y un estimado de al menos 1 millón de salvadoreños tuvieron “un impacto más cercano”. El día 21 se informó que un total de 181 municipios del país fueron afectados.
Datos de las autoridades del Ministerio de Agricultura, revelaron  “la pérdida de 987.890 quintales de maíz, 369.835 quintales de frijol, 228.502 quintales de sorgo y 92.252 quintales de arroz”.

## Guatemala

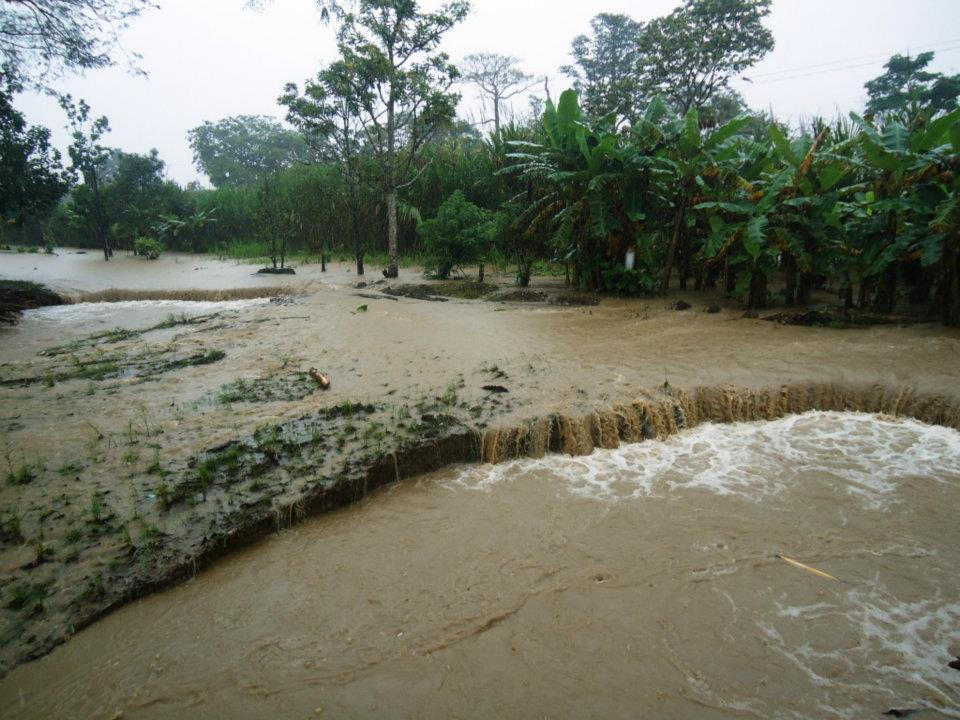

La depresión Tropical 12E azotó a Guatemala desde el 11 de octubre, y después de 14 horas de lluvias ininterrumpidas se reportaron 42 tramos de carretera dañados por los deslizamientos de tierra, además de ríos desbordados e inundaciones. Unos 14 departamentos de los 22 del país, se vieron afectados. El presidente Álvaro Colom decretó el estado de calamidad pública el día 17 de octubre. El mandatario expresó en un discurso:

Estos eventos ponen nuevamente de manifiesto la vulnerabilidad de nuestro país frente a los fenómenos de la naturaleza y cambio climático; el Ejecutivo trabaja primordialmente para salvar vidas y recuperar la circulación en las carreteras principales,...Los daños a la infraestructura, economía y turismo también son evidentes.

Para el 20 de octubre, la Coordinadora Nacional para la Reducción de Desastres informó que las lluvias dejaron un saldo de 38 muertos, 5 desaparecidos y 524.480 afectados.
Por su parte, la Cámara del Agro de Guatemala detalló que los ingresos agrícolas del país podrían “reducirse...en hasta unos 37,5 millones de dólares”. También el Ministerio de Agricultura aseveró que según “sus cálculos ‘parciales’ los daños provocados por las lluvias a los cultivos agrícolas alcanzarían los 43 millones de quetzales (unos 5,3 millones de dólares)”.

## Honduras
En la zona sur de Honduras las lluvias iniciaron el día once de octubre, y provocaron el desbordamiento del río Choluteca que afectó a la ciudad cabecera del departamento homónimo. Otro departamento donde se reportaron daños fue Valle, así como Texiguat, en El Paraíso. Las inundaciones afectaron diversos tramos de carretera de la zona.
El presidente Porfirio Lobo declaró la emergencia en la zona sur del país el día 16 de octubre, parte de su discurso era: 

Compatriotas en estos momentos en la zona Sur de nuestro país, nuestros hermanos y hermanas  viven  momentos muy difíciles debido a las fuertes lluvias que han azotado esa región, por esa razón mi primer llamado es a la solidaridad para con los que en estos momentos están sufriendo.

Para el día 20 de octubre, la Comisión Permanente de Contingencias (COPECO), emitió un informe en el que establecía un total de 18 muertes, 59.663 personas afectadas, 549 damnificados, 52 vías dañadas, y 11 puentes destruidos, entre otras calamidades que fueron provocadas por las condiciones de la “zona intertropical de convergencia”. Asimismo, se reportaron unas 9.000 manzanas perdidas de cultivos. La devastación alcanzó los departamentos de Valle, Choluteca, Francisco Morazán, El Paraíso, Lempira e Intibucá.

## Nicaragua
También en Nicaragua se reportaron lluvias desde el 10 de octubre, y en las primeras 12 horas se registraron desbordamientos en ríos y daños en la red vial de los departamentos de Chinandega y León; así como en Managua y Masaya, un número no determinado de viviendas terminaron anegadas.
Ante la emergencia, el gobierno nicaragüense presidido por el presidente Daniel Ortega, declaró el estado de calamidad y desastre en todo el territorio nacional el 17 de octubre. Asimismo dio a conocer que 133.858 personas habían sido afectadas en todo el país, principalmente en Managua, Carazo, Granada, Chinandega, León, Madriz y Estelí, donde habían “15.000 familias aisladas por cortes de carreteras e inundaciones”.
Para el día 19, datos oficiales dieron a conocer las cifras de “12 muertos, un desaparecido y 150.000 personas damnificadas, así como 75.000 aisladas y 10.300 refugiadas en 104 albergues temporales”, producto de las incesantes lluvias.

## Panamá
En Panamá El 11 de octubre se registraron unos 900 evacuados tras el desbordamiento del río Chiriquí Viejo y la ruptura de un dique natural -formado por deslaves que represaron las aguas del río Palo Blanco- en las localidades de Progreso, La Esperanza y Baco en el distrito de Barú.
El Presidente Ricardo Martinelli solicitó a las personas en la zona de riesgo, colaborar con la evacuación lo cual salvó muchas vidas en Chiriquí. Según datos gubernamentales, 450 personas fueron trasladadas a los albergues: 250 de ellas en un gimnasio y 150 en una escuela secundaria ubicada en Puerto Armuelles, los demás se refugiaron en casas de familiares y/o amistades.

## Cumbre centroamericana
El canciller salvadoreño Hugo Martínez anunció la convocatoria para una reunión entre los presidentes de llamado “Triángulo Norte”, conformado por Guatemala, Honduras y El Salvador en la ciudad de San Salvador, además se giró invitación a “otros mandatarios de los países miembros del Sistema de la Integración Centroamericana (SICA), que lo forman Belice, Costa Rica, Nicaragua y Panamá”, todo “con el propósito de presentar una solicitud de ayuda a la comunidad internacional”. Por otra parte, se pretendía que cada país presentase un informe de los daños ocasionados por el temporal y los recursos requeridos para “emprender la reconstrucción”.
A la cita,  desarrollada el 25 de octubre y que tuvo como anfitrión al presidente Mauricio Funes, asistieron los gobernantes Álvaro Colom, Laura Chinchilla y Porfirio Lobo, junto al canciller de Nicaragua Samuel Santos y los embajadores de Belice, Panamá, y República Dominicana.